# Super-embranchement
En systématique du monde vivant, le super-embranchement est un rang taxinomique de niveau intermédiaire, immédiatement supérieur au rang embranchement.
Super-phylum est un synonyme facultatif, utilisé notamment en zoologie, et super-division en botanique.

## Terminaisons latines indiquant le rang
- Le nom des taxons au rang de super-division se termine par le suffixe -phytanae pour le règne végétal (plantes et algues).
- Pour le règne animal, des suffixes par défaut sont seulement mis en place en dessous du rang de super-famille (ICZN article 27.2).

Exemples :
- Cycadophytanae, Psilophytanae, Pteridophytanae[1]

## Autres rangs taxinomiques
Les rangs taxonomiques utilisés en systématique linnéenne pour indiquer la hiérarchie entre les taxons nommés dans la classification du monde vivant sont les suivants (par ordre décroissant) :
- Super-règne, Empire, Domaine (Superregnum, Imperium, Dominium)
- Règne (Regnum)
- Sous-règne (Subregnum)
- Rameau (Ramus, « branch » en anglais)
- Infra-règne (Infraregnum)
  - Super-embranchement, Super-division (Superphylum, Superdivisio)
  - Embranchement, Division (Phylum, Divisio)[3]
  - Sous-embranchement, Sous-division (Subphylum, Subdivisio)
  - Infra-embranchement (Infraphylum)
  - Micro-embranchement (Microphylum)
    - Super-classe (Superclassis)
    - Classe (Classis)
    - Sous-classe (Subclassis)
    - Infra-classe (Infraclassis)
      - Super-ordre (Superordo)
      - Ordre (Ordo)
      - Sous-ordre (Subordo)
      - Infra-ordre (Infraordo)
      - Micro-ordre (Microordo)
        - Super-famille (Superfamilia)
        - Famille (Familia)
        - Sous-famille (Subfamilia)
        - Super-tribu (Supertribus)
        - Tribu (Tribus)
        - Sous-tribu (Subtribus)
          - Genre (Genus)
          - Sous-genre (Subgenus)
          - Section (Sectio)
          - Sous-section (Subsectio)
            - Espèce (Species)
            - Sous-espèce (subspecies) – dernier rang zoologique officiel[4]
            - Variété (varietas) – race étant un rang zoologique informel[4]
            - Sous-variété (subvarietas) – sous-race étant un rang zoologique informel[4]
            - Forme (forma) dernier rang en mycologie – forme étant un rang zoologique informel
            - Sous-forme (subforma)